# 開曼海溝
開曼海溝，又稱巴特萊特海溝（英文:Bartlett Trough），分布於加勒比海西部開曼群島和牙買加之間海底的海溝，以東北-西南方向分布，最深有7,686公尺深。